# Alfajayucan
Alfajayucan är en ort i Mexiko.   Den ligger i kommunen Alfajayucan och delstaten Hidalgo, i den sydöstra delen av landet, 110 km norr om huvudstaden Mexico City. Alfajayucan ligger 1 880 meter över havet och antalet invånare är 18 879.
Terrängen runt Alfajayucan är kuperad åt sydost, men åt nordväst är den platt. Runt Alfajayucan är det ganska tätbefolkat, med 60 invånare per kvadratkilometer. Närmaste större samhälle är Ixmiquilpan, 15,8 km nordost om Alfajayucan. Omgivningarna runt Alfajayucan är i huvudsak ett öppet busklandskap.